# 21687 Filopanti
21687 Filopanti (1999 RB37) là một tiểu hành tinh vành đai chính.